# Vườn quốc gia Núi Victoria
Vườn quốc gia Núi Victoria (tiếng Miến Điện: (နတ်မတောင်အမျိုးသားဥယျာဉ်) hoặc Nat Ma Taung là một vườn quốc gia nằm ở Chin, bang nằm ở phía tây của Trung tâm Myanmar, gần biên giới với Ấn Độ. Điểm nổi bật chính của nó là đỉnh Victoria cao 3.035 mét so với nước biển, là ngọn núi cao nhất ở bang Chin. Nó chiếm một diện tích 279 dặm vuông Anh (720 km2) và được thành lập vào năm 1994. Vườn quốc gia này cũng đã được công nhận là một trong những Vườn di sản ASEAN.